# Sheridan Circle

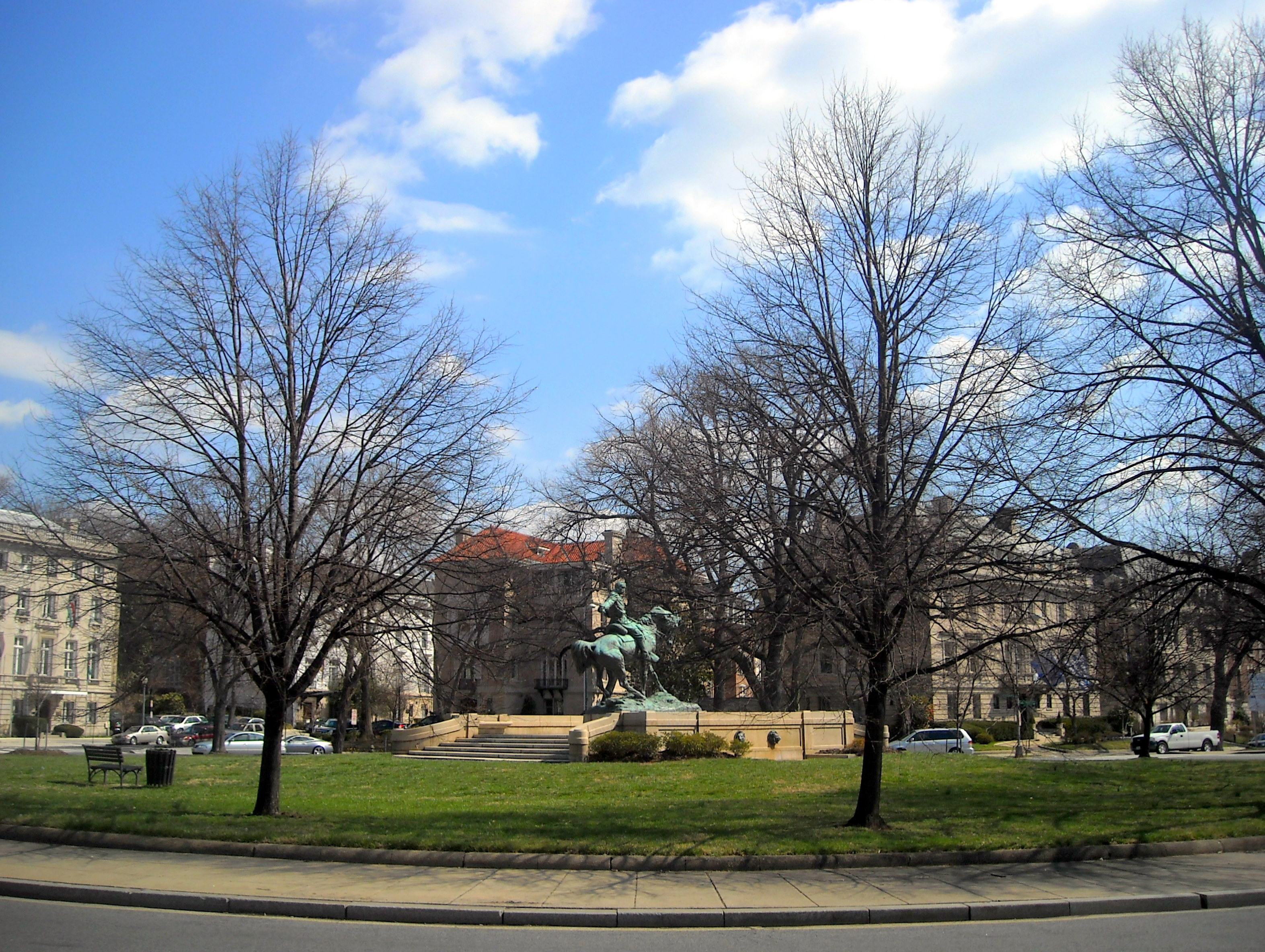
Sheridan Circle

Sheridan Circle is een rotonde en plein in de Amerikaanse hoofdstad Washington D.C. De rotonde ligt aan Massachusetts Avenue, tussen de brug over de Rock Creek en Dupont Circle, midden in de zogenaamde Embassy Row, zo genoemd vanwege de vele ambassades.
Het plein is vernoemd naar generaal Philip Sheridan, een generaal van de Unie tijdens de Amerikaanse Burgeroorlog. Een ruiterstandbeeld van Sheridan, ontworpen door Gutzon Borglum staat op een lage sokkel in het plantsoen in het midden van het plein.
Het parkachtige plein wordt omringd door chique woonhuizen en ambassades. Aan de westzijde van het plein staat de Letse ambassade, aan de noordzijde de Keniaanse, en aan de zuidzijde staan de Roemeense en Ierse ambassades.